# René Highway
René Highway (Brochet, 6 novembre 1954 – Toronto, 19 ottobre 1990) è stato un attore, ballerino e coreografo canadese di discendenza Cree.

## Biografia e carriera
Fratello del commediografo Tomson Highway, con il quale collaborò frequentemente durante il periodo passato a lavorare per il Native Earth Performing Arts di Toronto, René Highway studiò danza al Toronto Dance Theatre, al Tukak Theatre in Danimarca e pressl il Native Canadian Centre di Toronto. Una volta lanciata la sua carriera, aiutò il fratello a creare il personaggio di Nanabush nel suo spettacolo teatrale The Rez Sisters (1986), e fu inoltre coreografo dello spettacolo Dry Lips Oughta Move to Kapuskasing (1989).
Era legato all'attore e cantante Micah Barnes e morì per cause collegate all'AIDS nel 1990. Il Native Earth Performing Arts fondò, in sua memoria, la René Highway Foundation.